# Canal de Lalinde
Le canal de Lalinde est un canal latéral à la Dordogne, long de 15 km et situé en amont de Bergerac.

## Présentation
Depuis le cingle de Trémolat jusqu'à Bergerac, la navigation sur la Dordogne était difficile à cause des redoutables rapides du Grand Thoret (entre La Guillou et Lalinde), de la Gratusse (en aval de Lalinde) et du Gratussou (les malpas : les mauvais passages), des passages rocheux. De plus, « des riverains s'appropriaient la rivière, y installant leurs pêcheries, leurs moulins et des constructions les plus diverses ». Au saut de la Gratusse vivait, selon la légende locale, un monstre : le coulobre de Lalinde. Ce dragon vivait « dans une caverne sur une colline de la rive gauche de la Dordogne. Il dévorait moutons, bergers et bateliers ; il asséchait la rivière en y buvant, une patte posée sur chaque rive et la queue plongée dans l'eau... Un jour, saint Front parvint à le tuer et, depuis, les rochers sont teintés de rouge ».
Le creusement de ce canal de dérivation de la Dordogne est décidé en 1837. Les plans sont confiés à l'ingénieur Pierre Vauthier (1784-1847) — le père de Louis Léger Vauthier et Euphémie Vauthier — et les travaux adjugés à des entrepreneurs de Bordeaux. Le canal est creusé de 1838 à 1843 et ouvre en 1844, année voyant passer les premières gabares et s'organiser la vie batelière. Le roi Louis-Philippe Ier se plaignit cependant de son coût : « Mais le canal de Lalinde, on le pave donc avec des pièces de cent sous ! ».
Il va du village de Mauzac (en aval du cingle de Trémolat) jusqu'à Tuilières (commune de Mouleydier), comprend neuf écluses dont trois écluses simples (Mauzac, Lalinde et la Borie-Basse) et se termine par un groupe de deux écluses triples à Tuilières. Ce groupe d'écluses est un ouvrage spectaculaire et remarquable. Le canal est également équipé de cinq maisons d’éclusiers, sept ponts, des pigeonniers.
Il traverse les villages de Mauzac, Sauveboeuf, Lalinde, Port-de-Couze, Saint-Capraise-de-Lalinde et Tuilières.
Plusieurs ouvrages remarquables, dont certains sont inscrits au titre des monuments historiques, le jalonnent. D'amont vers l'aval se trouvent :
- le site de Mauzac (écluse, aqueduc d'alimentation et maison éclusière)[5] ;
- l'aqueduc et le pont-déversoir de la Tuilerie de Villeneuve (le ruisseau de Drayaux passe sous le canal à Sauvebœuf)[6] ;
- le bassin de Lalinde et son écluse[7] ;
- le bassin de Port-de-Couze ;
- l'écluse de la Borie-Basse à Baneuil[8] ;
- le petit pont-canal de Saint-Capraise-de-Lalinde[9] ;
- le bassin de stationnement de Saint-Capraise-de-Lalinde[10] ;
- le bassin de radoub de Saint-Capraise-de-Lalinde (lieu-dit Tuilières)[11] ;
- le site de Tuilières au niveau du barrage de Tuilières à Mouleydier (groupe d'écluses, bassin de croisement, ponts, maisons éclusières)[12].

L'alimentation en eau s'effectue par le barrage de Mauzac via un aqueduc d'alimentation.
Le gabarit admis est de 29 m sur 6.
Ce canal a été utilisé jusqu'à la Seconde Guerre mondiale malgré la concurrence du chemin de fer à partir de 1879.
Le 28 décembre 1926, un décret supprime la Dordogne de la liste des voies navigables, en amont de Saint-Pierre-d'Eyraud. Cela signifie que les ponts et chaussées et l'État se désengagent de l'entretien des ouvrages.
La « Société anonyme du canal de Lalinde » est créée par les entreprises riveraines comme les industriels du papier ou les minotiers qui veulent assurer leur approvisionnement en eau.
Le 11 juillet 1964, lors du passage du Tour de France à Port de Couze, un camion citerne percute la foule, tuant huit spectateurs et en blessant treize. De nombreuses années plus tard, le canal a été busé à cet endroit, interdisant désormais le passage des gabares.
Un décret de 1992 concède l'ensemble de l'ouvrage, qui dépend du ministère des Transports, au « Syndicat intercommunal du canal de Lalinde ».
En août 2014, après les travaux financés par les cinq communes riveraines pour bâtir trois passerelles et deux pontons, la portion de quatre kilomètres entre Port-de-Couze et Saint-Capraise-de-Lalinde est de nouveau reconnue navigable par décret ministériel.
Présentant un grand intérêt touristique dans cette région, l'exploitation de la promenade sur ce tronçon, qui serait déléguée à un opérateur privé, pourrait démarrer à l'été 2015.
Début 2016, des travaux sont entrepris pour refaire l'étanchéité du pont-canal de Saint-Capraise-de-Lalinde et remplacer la double porte no 5 de l'escalier d'écluses de Tuilières.

## Galerie de photos

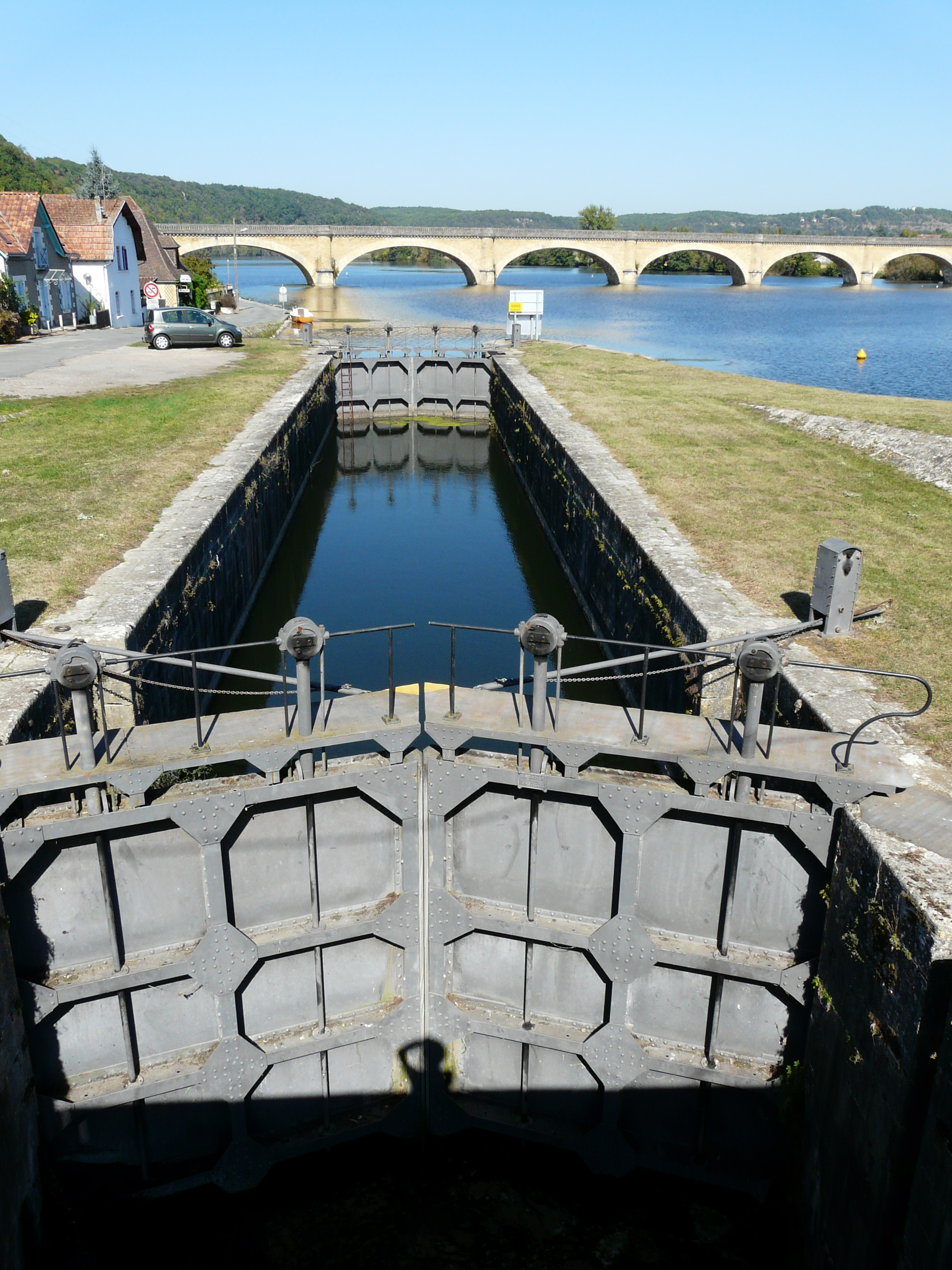
L'écluse de Mauzac.
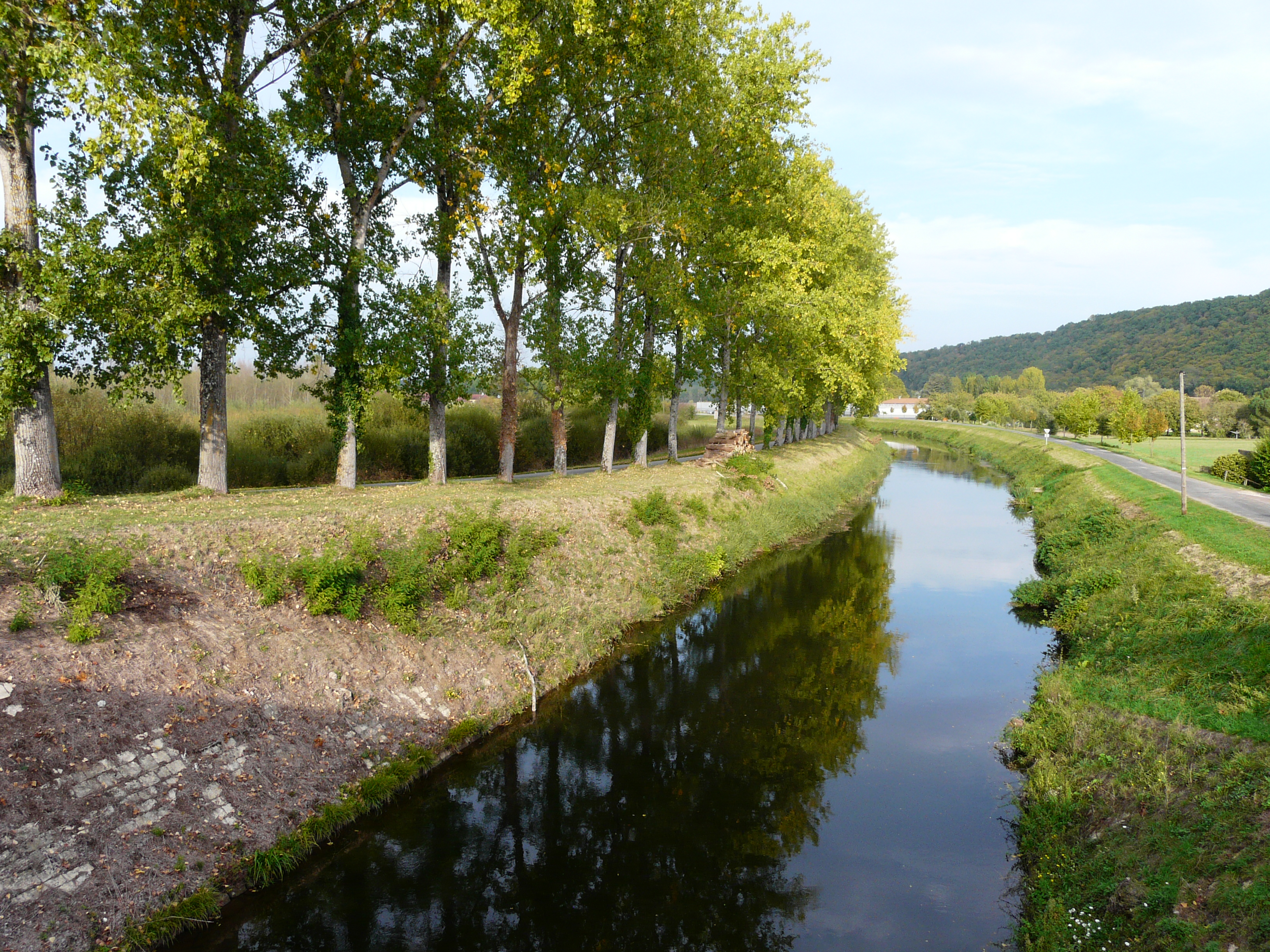
Le canal au port de Badefols (Lalinde).
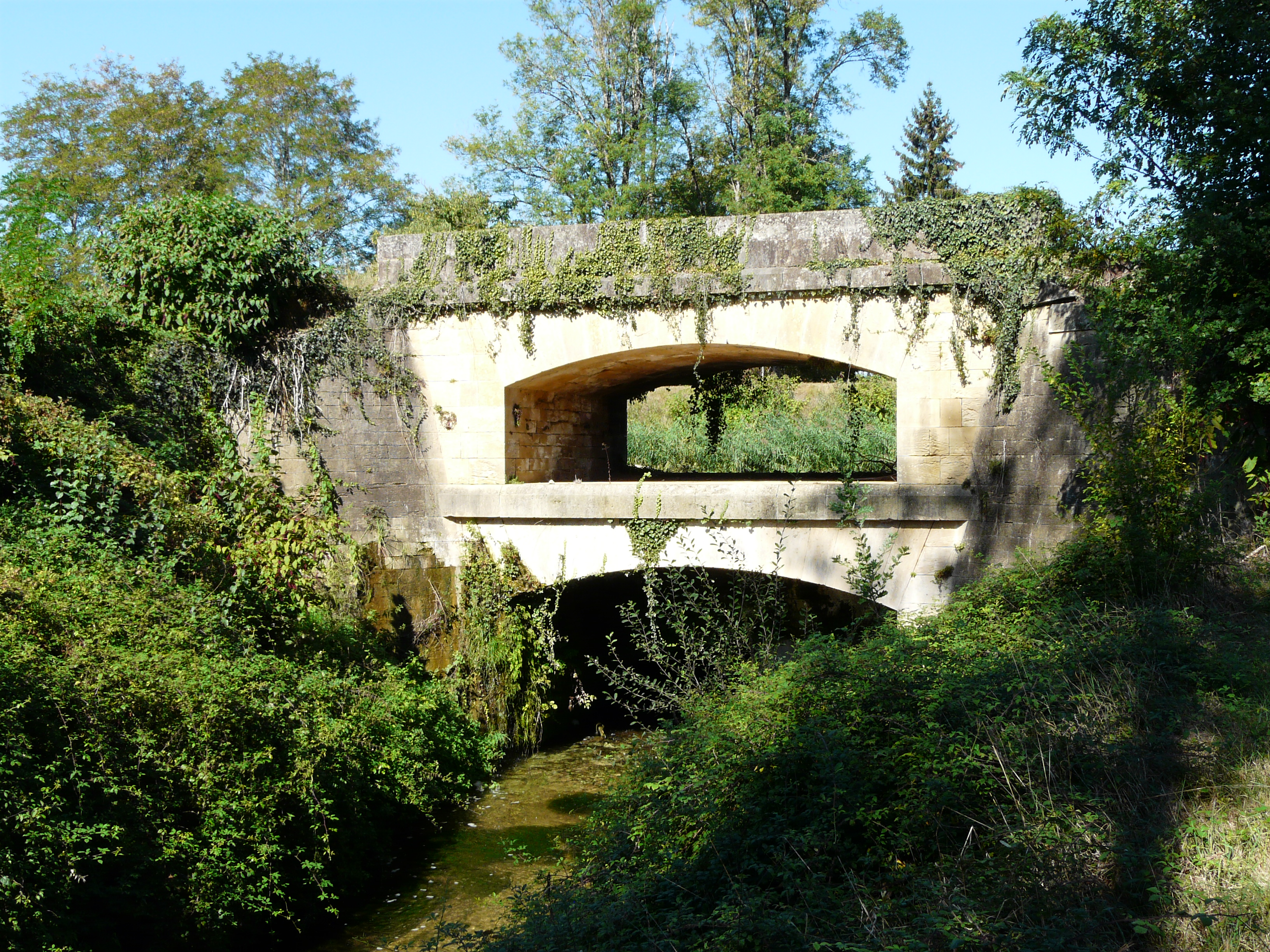
Le pont-déversoir de la Tuilerie de Villeneuve.
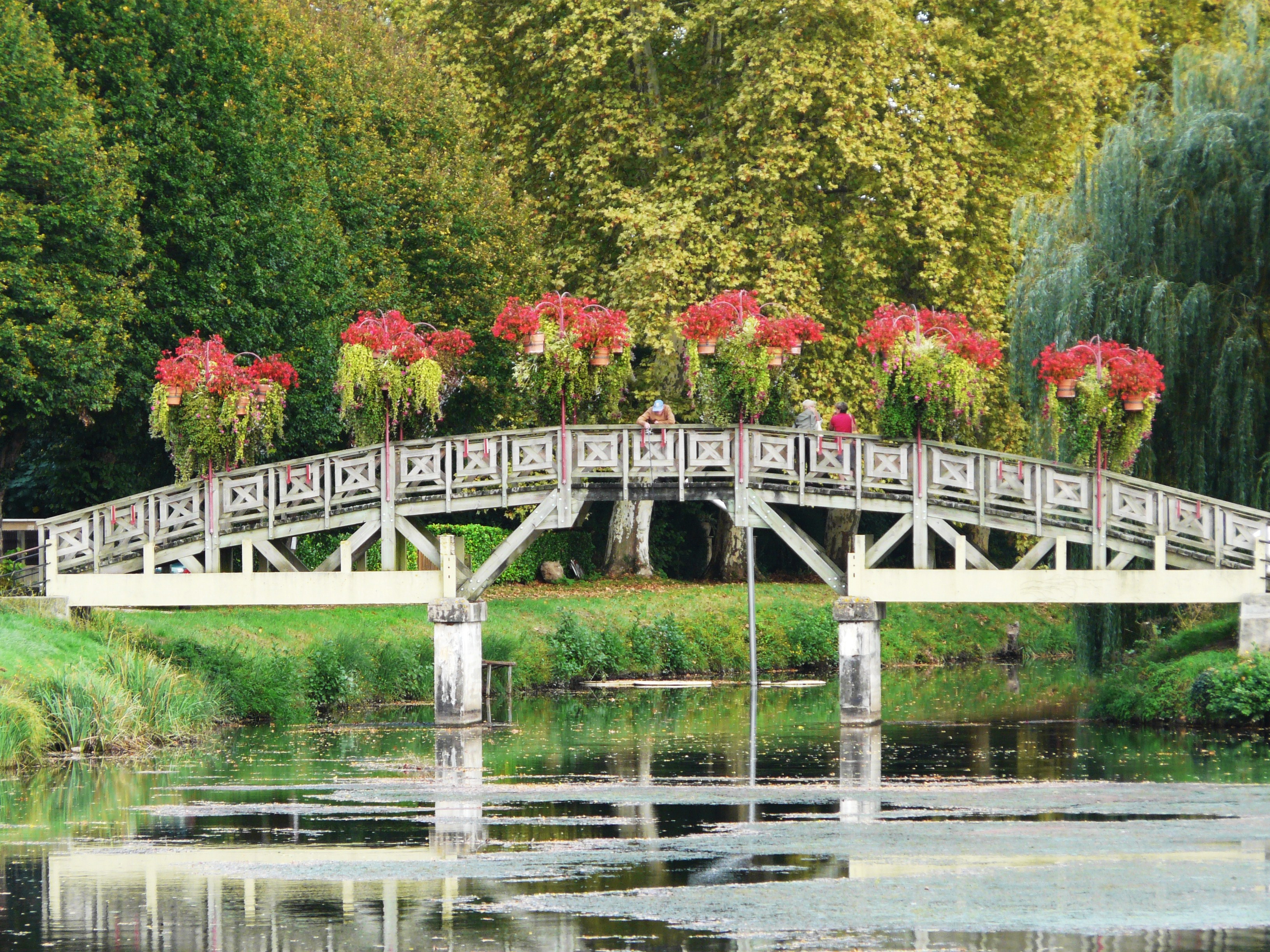
Un petit pont de bois au-dessus du canal à Lalinde.
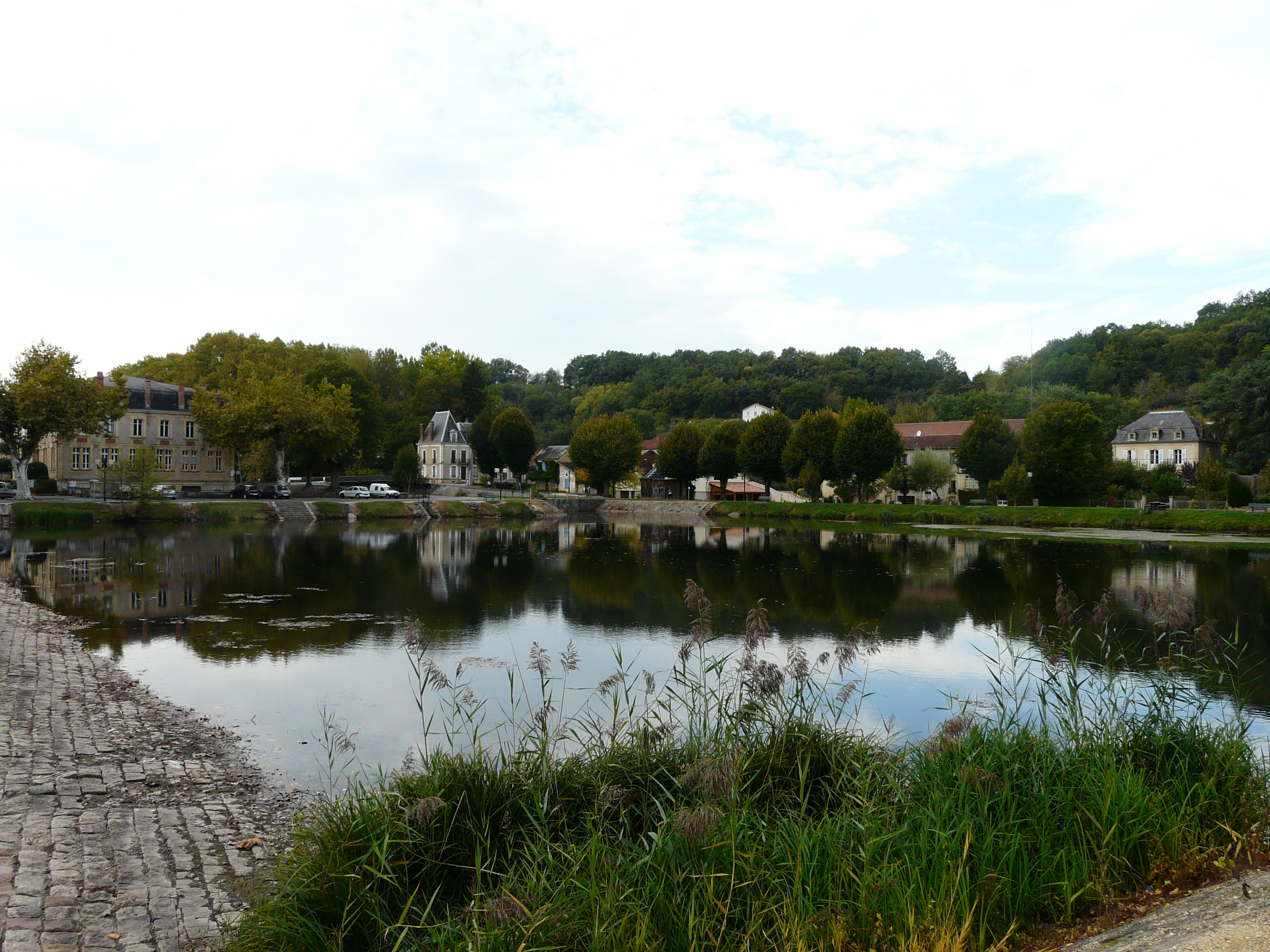
Le bassin de Lalinde.
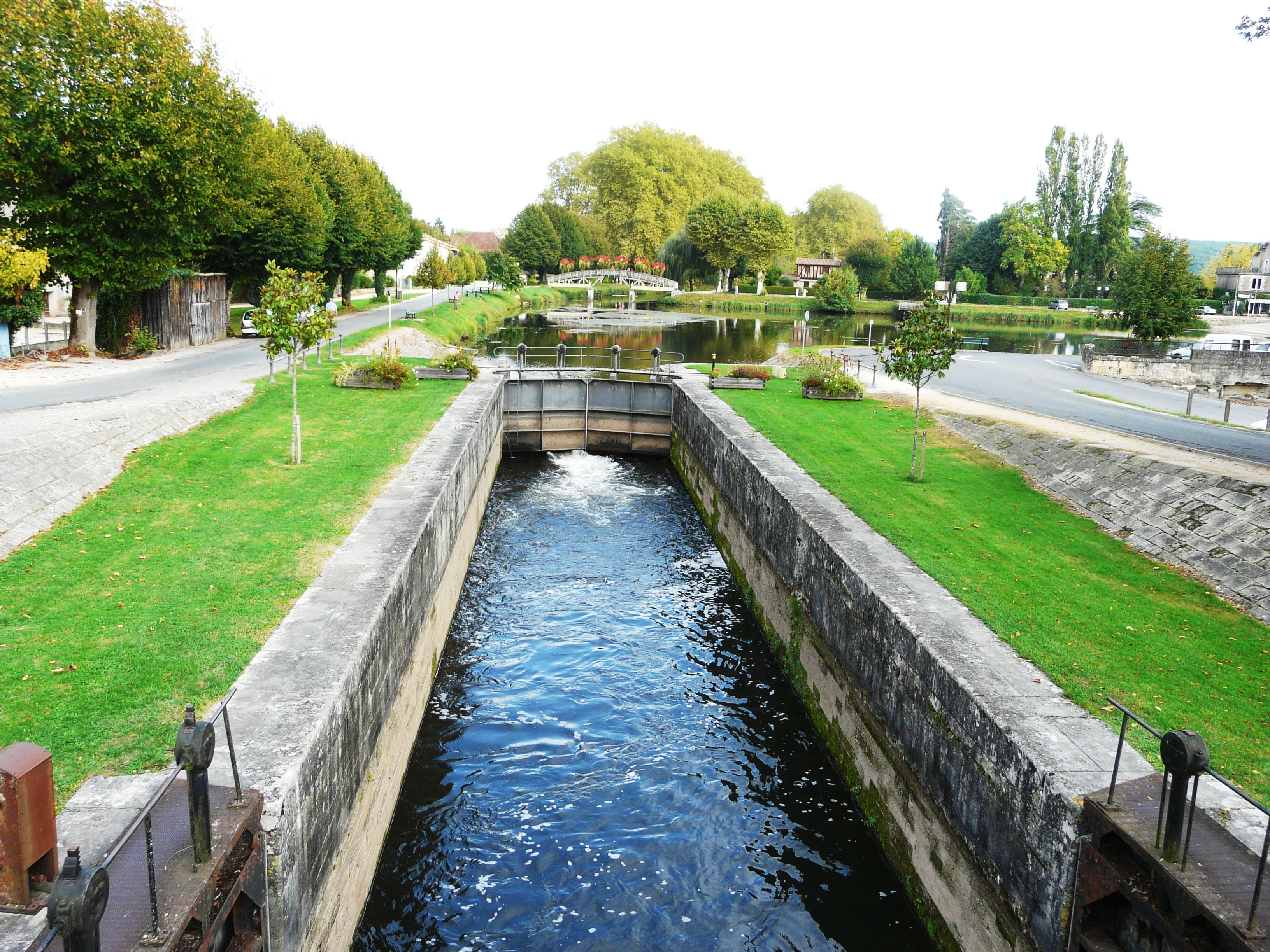
L'écluse de Lalinde.
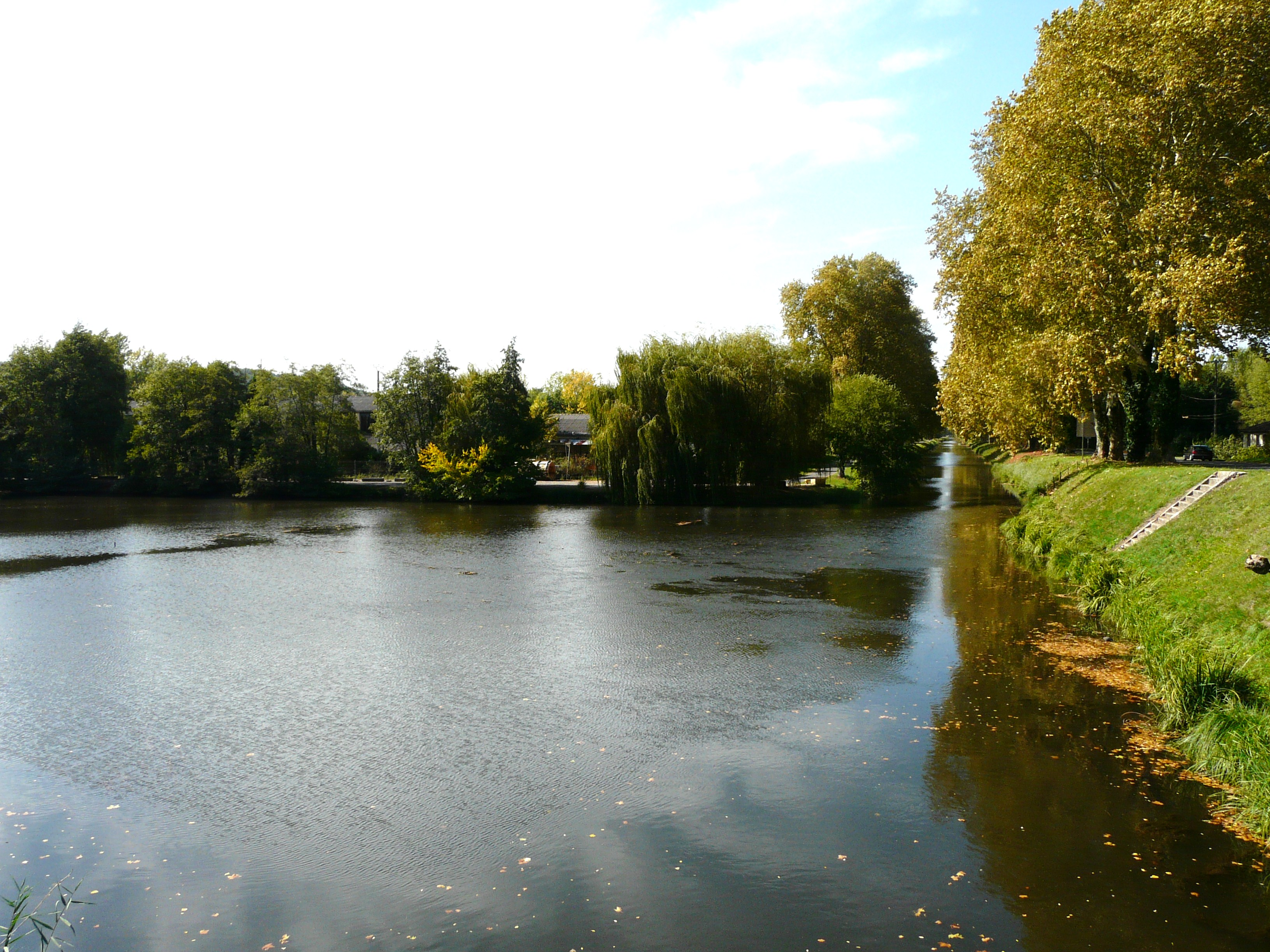
Le bassin de Port-de-Couze.
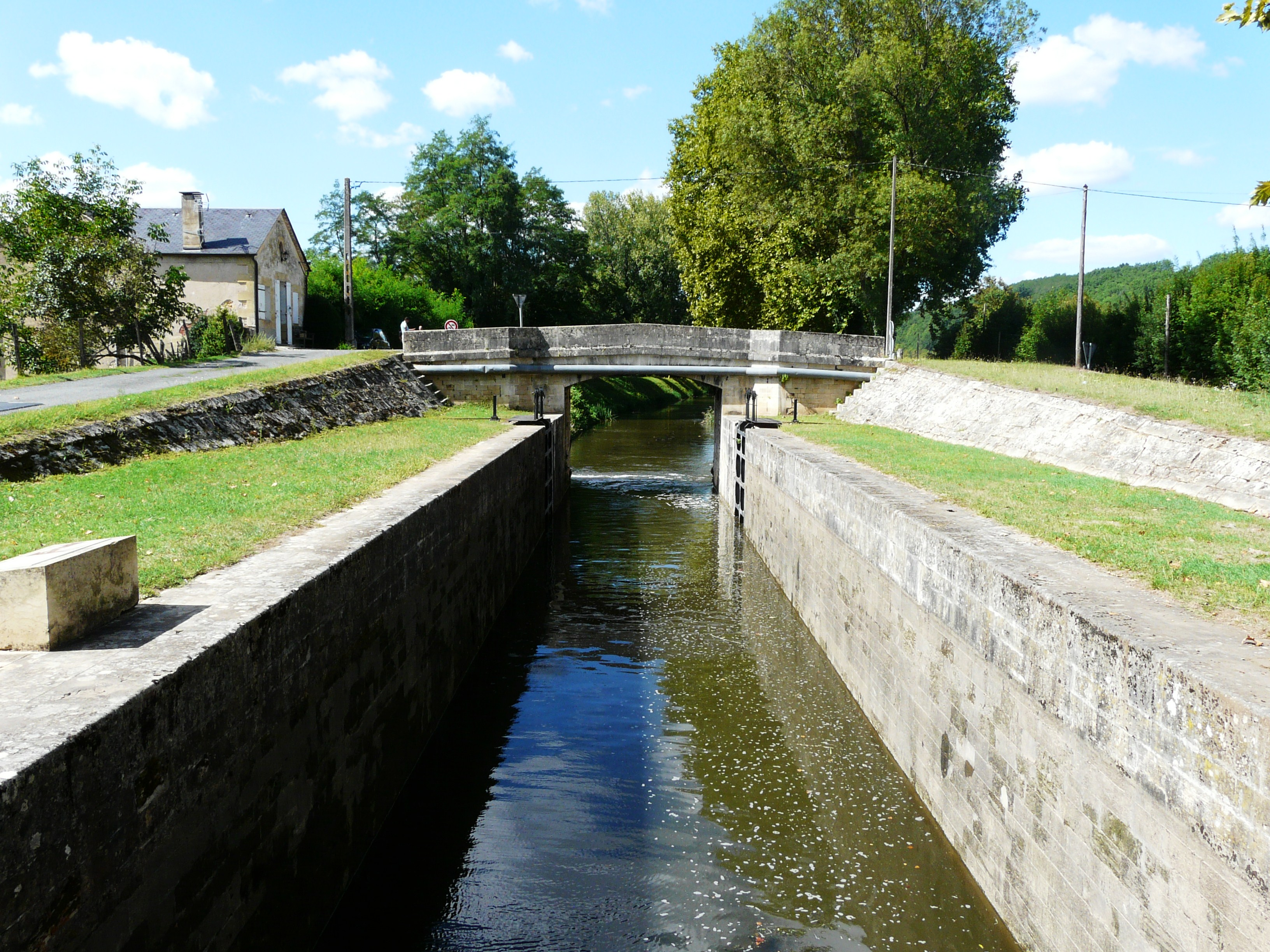
L'écluse de la Borie Basse.
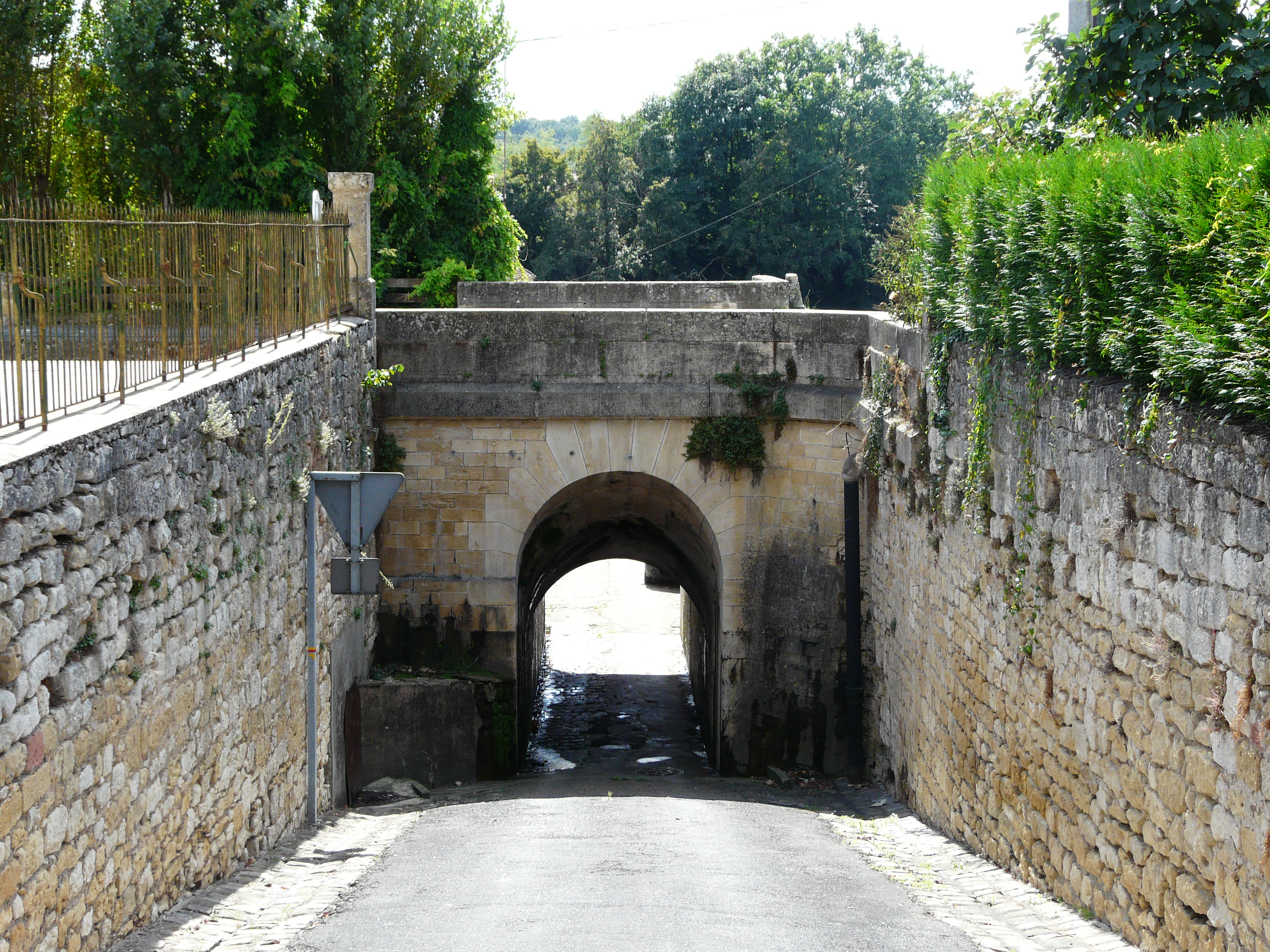
Le pont-canal de Saint-Capraise-de-Lalinde.
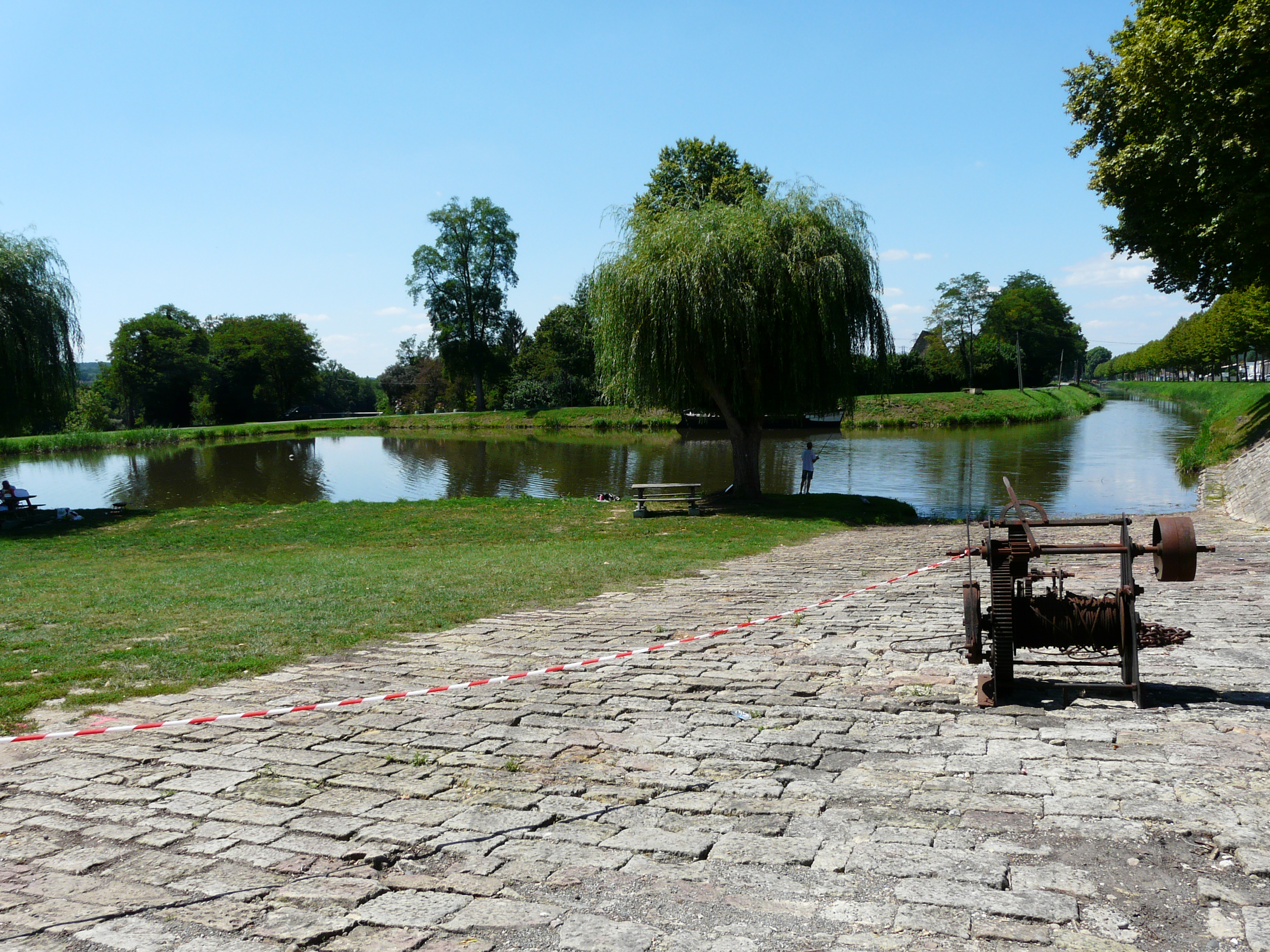
La cale pavée du bassin de stationnement de Saint-Capraise-de-Lalinde.
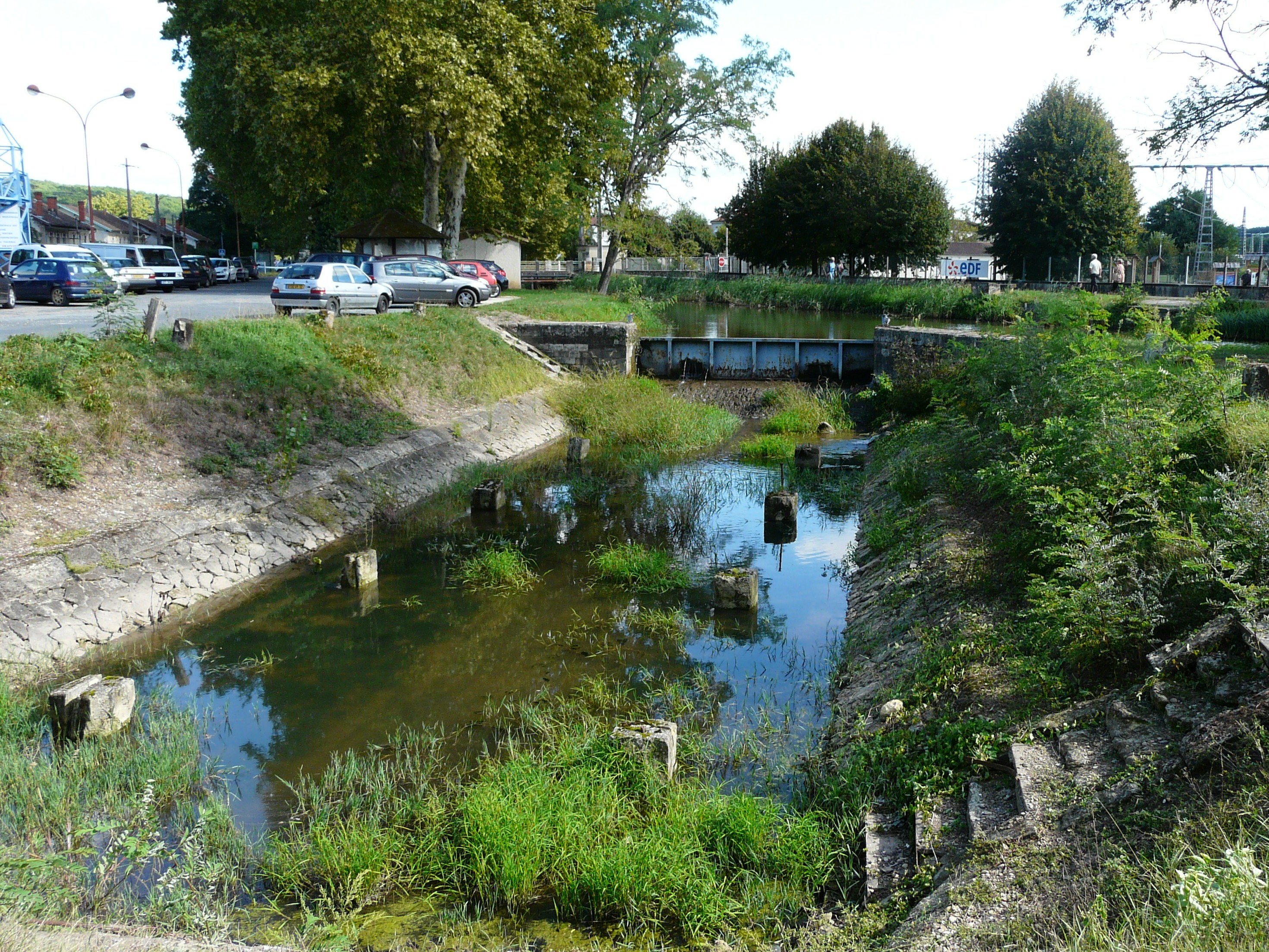
La cale sèche de Tuilières.
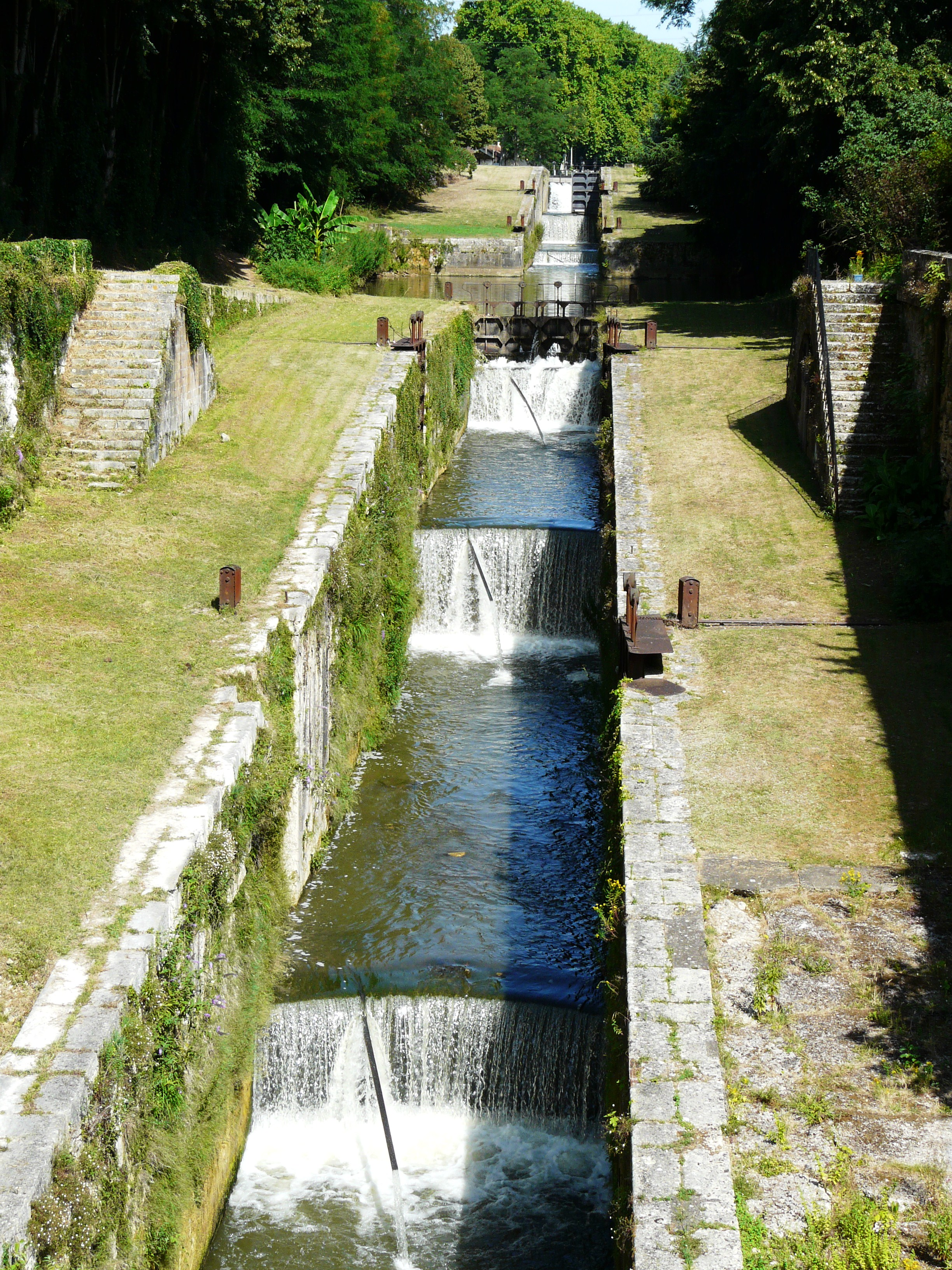
L'escalier d'écluses de Tuilières.